# 「家」の履歴書
『「家」の履歴書』（いえのりれきしょ）は、週刊文春の連載記事。1994年ごろに「「家」の履歴書」として開始され、2006年ごろから現在まで「新・家の履歴書」として連載されている。
毎回、一人の著名人の、家を中心にした半生をインタビューして、記事は構成される。「家を中心」という特異な視点であるため、他のインタビュー記事や本人のエッセイにも出てこない情報が披露される場合もある。初期は明石泰一がイラストを担当していた。2017年現在のイラスト、題字はイラストレーターの市川興一。

## 連載のまとめられた書籍
- 『「家」の履歴書－このヒトはどんなイエに住んできたか－』文藝春秋編、文藝春秋、1996.1
  - 羽生善治、海老沢泰久、岡本夏生、石津謙介、天本英世、遊佐雄彦、藤原喜明、ウーゴ・マラドーナ、宮本政於、TAMAYO、久本雅美、内藤陳、徳大寺有恒、大橋巨泉、片山右京、筒井康隆、原一男、志茂田景樹、川谷拓三、美輪明宏、蛭子能収、高峰秀子、松村邦洋、次郎、辺見庸、大川豊、宮脇檀、長谷川きよし、塩見孝也、照屋林賢、泉ピン子、一節太郎、古今亭志ん朝、内田春菊、五木ひろし、楳図かずお、李麗仙、道場六三郎、川藤幸三
- 『「家」の履歴書』週刊文春編、光進社、2001.1
  - 浅田次郎、加賀まりこ、西原理恵子、宮崎学、秋山仁、赤塚不二夫、野坂昭如、北島三郎、北方謙三、谷啓、イッセー尾形、池畑慎之介、田原総一朗、なかにし礼、島倉千代子、萩本欽一、仲代達矢、水木しげる、麿赤児、藤田まこと、永六輔、フジ子・ヘミング、笑福亭鶴瓶、山下洋輔、谷村新司、さだまさし、団鬼六、田中邦衛、阿久悠、小松政夫、立川志の輔、小椋佳、高橋源一郎、太田光、みうらじゅん、由紀さおり、ポール牧、田丸美寿々、武田鉄矢
- 『家の履歴書 今は亡きあの人篇』斎藤明美、キネマ旬報社、2011.6
  - 高峰秀子、天本英世、川谷拓三、古今亭志ん朝、丹波哲郎、中野孝次、淀川長治、佐藤慶、谷啓、藤岡琢也、下條正巳、久世光彦、清川虹子、梨元勝、名古屋章、笠原和夫、山城新伍、夢路いとし・喜味こいし、藤田まこと、小林桂樹、原ひさ子、石井好子、飯田深雪、双葉十三郎、田村高廣、緒形拳、内藤ルネ、メイ牛山、川内康範
- 『家の履歴書 男優・女優篇』斎藤明美、キネマ旬報社、2011.6
  - 有馬稲子、藤山直美、淡路恵子、千石規子、竹下景子、伊東四朗、堺正章、高島忠夫、里見浩太朗、福本清三、加藤剛、中井貴一、三浦友和、秋野太作、橋爪功、小林旭、平幹二朗、笹野高史、石倉三郎、加山雄三、坂田藤十郎、松本幸四郎、市川團十郎
- 『家の履歴書 文化人・芸術家篇』斎藤明美、キネマ旬報社、2011.7
  - 安野光雅、西原理恵子、松本零士、サトウサンペイ、山藤章二、藤城清治、笑福亭鶴瓶、桂歌丸、萩本欽一、太田光、島田紳助、山田洋次、新藤兼人、松山善三、倉本聰、山田太一、佐藤忠男、澤地久枝、戸川昌子、安岡章太郎、宮尾登美子、出久根達郎、美輪明宏、舟木一夫、山根基世、広瀬久美子、永六輔、フジコ・ヘミング、野上照代、平野レミ、ピーコ、千玄室、藤原正彦、金田一秀穂、加藤和也、冨田勲、張本勲、内館牧子
- 『家の履歴書―各界12人が語る「私の原点」』梶山寿子、光文社知恵の森文庫、2012.4
  - 出井伸之、忌野清志郎、押井守、鏡リュウジ、上岡龍太郎、財津和夫、竹中平蔵、立川志の輔、辻井喬、深田祐介、松岡修造、渡邉美樹
- 『少女漫画家―「家」の履歴書』週刊文春編、文春新書、2022.2
  - 水野英子、青池保子、一条ゆかり、美内すずえ、庄司陽子、山岸凉子、木原敏江、有吉京子、くらもちふさこ、魔夜峰央、池野恋、いくえみ綾